# Paróquia Santo Antônio (Marcelino Vieira)

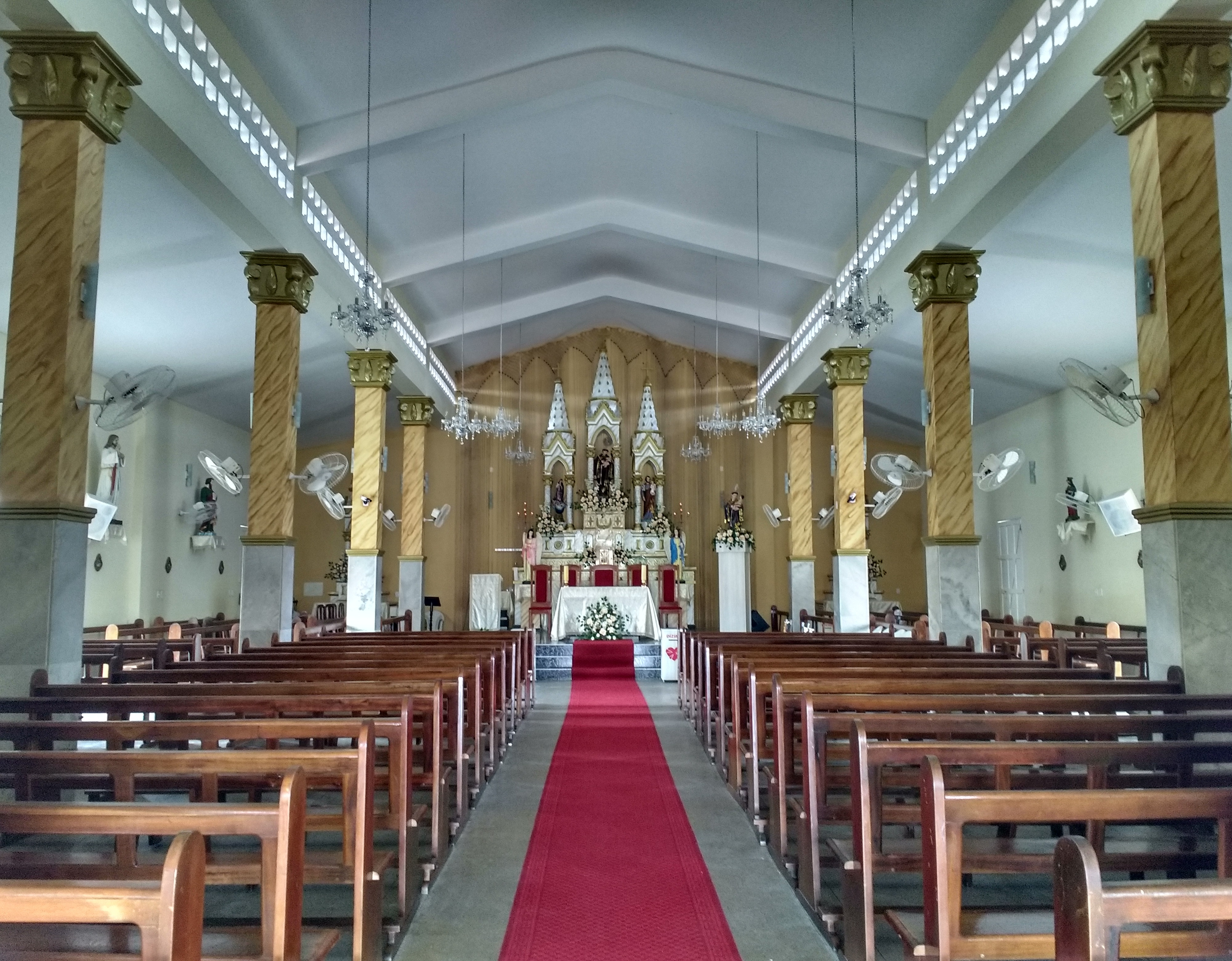
Interior da Igreja Matriz de Santo Antônio

A Paróquia Santo Antônio é uma circunscrição eclesiástica da Igreja Católica no Brasil, com sede no município de Marcelino Vieira, no interior do estado do Rio Grande do Norte. Está subordinada à Diocese de Santa Luzia de Mossoró, e situa-se  na Forania de Pau dos Ferros.

## História
A devoção ao santo padroeiro Santo Antônio em Marcelino Vieira começou no século XIX, em 1861, quando Antônio Fernandes de Oliveira, tenente da localidade, fez uma promessa ao santo casamenteiro, que se sua família se livrasse da peste do cólera, doaria parte de suas terras para ser construída na localidade uma pequena capela dedicada a Santo Antônio, que viria a se tornar matriz cem anos depois, em 1961, mais especificamente no dia 13 de junho, no encerramento dos festejos de Santo Antônio, quando o bispo diocesano na época, Dom Gentil Diniz Barreto, elevou a comunidade à dignidade de paróquia, desmembrando-a da paróquia de Pau dos Ferros.

### Párocos e Administradores Paroquiais
- Arlindo Fernandes de Oliveira (1940);
- Manoel Caminha Freire de Andrade (1940);
- Guimarães Nunes (1962);
- Raimundo Osvaldo Rocha (1962);
- Eurico Frank (1964);
- José Nogueira Júnior (1965);
- Adolfo Lipiel e Frei Basílio de Lima (1975);
- João Batista Silva de Mendonça (1988);
- Sandoval Matias da Silva (2007);
- Claudênis Alves Ciríaco (2009);
- Josenilton Hipólito de Araújo (2012-2018).
- Marcílio Oliveira da Silva (2018-2020)
- Daelson Soares da Silva (2020-2021)
- Francisco Whalison da Silva (2021-2022)
- Alfredo Leonardo Fernandes (2022-atual)

## Comunidades
A área geográfica da paróquia Santo Antônio abrange todo o território do município de Marcelino Vieira e se divide em quatorze comunidades, nove delas em área rural e cinco na zona urbana. Durante muito tempo, também fez parte da paróquia o município de Tenente Ananias, que se tornou área pastoral em 28 de dezembro de 2014 e paróquia em 30 de dezembro de 2016.

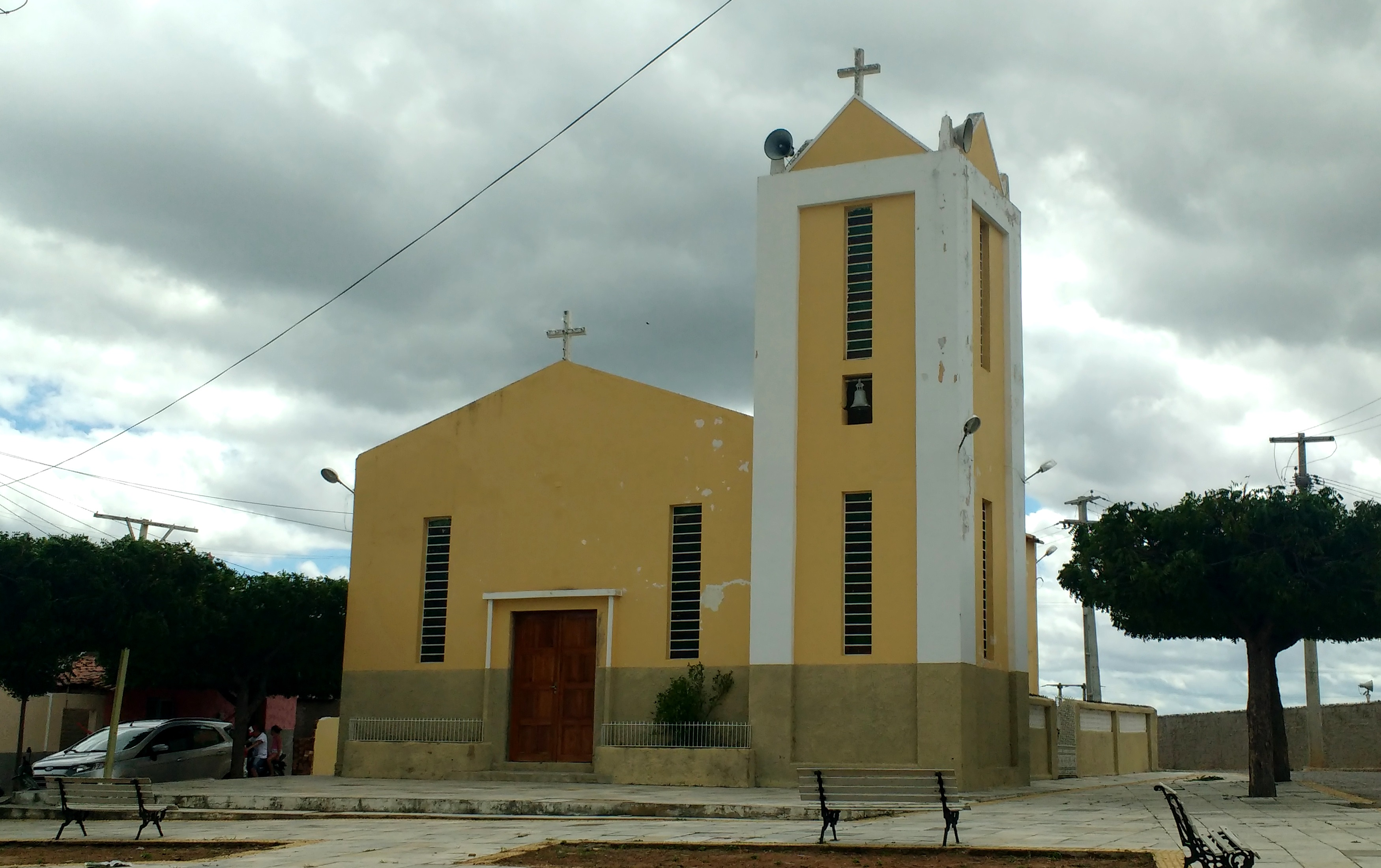
Capela de São Vicente de Paulo

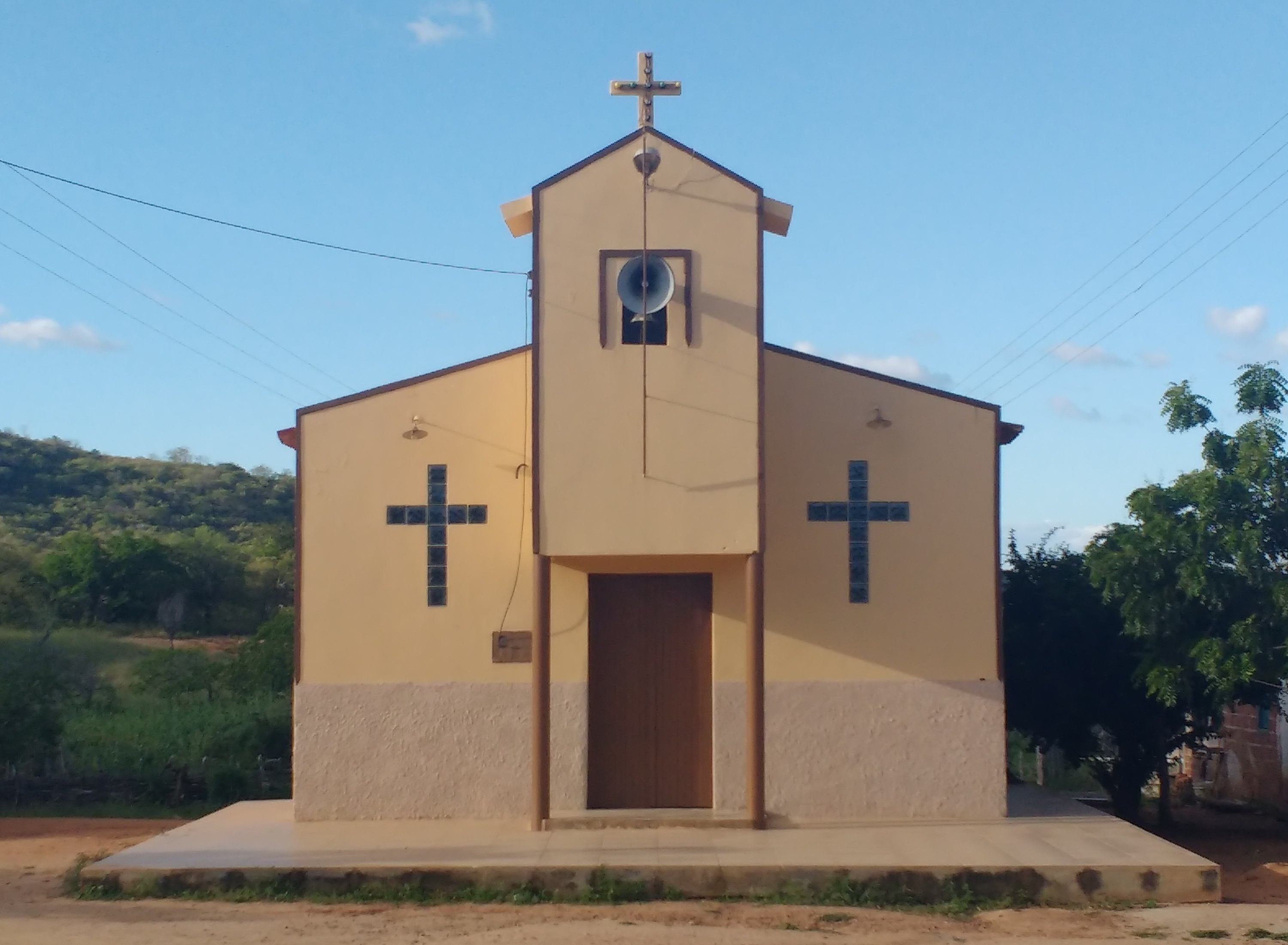
Capela de Nossa Senhora da Conceição, no sítio Vaca Morta

Zona urbana
- Beata Lindalva
- Nossa Senhora Aparecida
- Nossa Senhora de Fátima
- Santo Antônio (Igreja Matriz)
- São Vicente de Paulo

Zona rural
- Nossa Senhora da Conceição
- Santa Luzia
- São João Batista
- São José
- São José Operário
- São Pedro
- São Sebastião
- São Francisco de Assis
- Nossa Senhora Virgem dos Pobres